# Argeș Volei Pitești
Le FC Argeș Volei est un club roumain de volley-ball féminin fondé en 2010 et basé à Pitești, qui évolue pour la saison 2019-2020 en Divizia A1.

## Logo

Évolution du logo
Logo de SCM Argeș Volei
Logo de FC Argeș Volei